# Gerichtsverfassungsgesetz
Das Gerichtsverfassungsgesetz (GVG) regelt in Deutschland die Gerichtsverfassung eines Teils der ordentlichen Gerichtsbarkeit, nämlich der streitigen Zivilgerichtsbarkeit und der Strafgerichtsbarkeit. Nach § 13 GVG ist es auch anzuwenden in Angelegenheiten der freiwilligen Gerichtsbarkeit.

## Geschichte
Bis zum Gerichtsverfassungsgesetz vom 27. Januar 1877 als Teil der Reichsjustizgesetze war die Justizverfassung Angelegenheit der einzelnen Staaten des Deutschen Kaiserreichs. Durch das Gerichtsverfassungsgesetz wurde eine einheitliche Gerichtsverfassung des Deutschen Reiches begründet. Das GVG regelte u. a. die einheitliche Errichtung von Amtsgerichten, Landgerichten und Oberlandesgerichten im gesamten Deutschen Reich gemäß dem Einführungsgesetz zum Gerichtsverfassungsgesetz ab dem 1. Oktober 1879.
Neben dem Gerichtsverfassungsgesetz wurden 1877 auch die Zivilprozessordnung, die Strafprozessordnung und die Konkursordnung mit den zugehörigen Einführungsgesetzen beschlossen. Bis auf die Konkursordnung, die am 1. Januar 1999 von einer Insolvenzordnung abgelöst wurde, gelten die Reichsjustizgesetze bis heute.

## Gerichtsverfassung der anderen Gerichtsbarkeiten
Das GVG stellt keine Gesamtregelung des Gerichtsverfassungsrechts dar. Dieses findet sich teilweise im Grundgesetz selbst (Art. 92 bis Art. 104 GG), insbesondere in den Bestimmungen über das Bundesverfassungsgericht und über die verschiedenen Gerichtsbarkeiten. Weitere einschlägige Regelungen sind in Ausführung der grundlegenden Bestimmungen im Verfassungsrecht neben dem GVG in folgenden Gesetzen enthalten: Gesetz über das Bundesverfassungsgericht (BVerfGG), Arbeitsgerichtsgesetz (ArbGG), Verwaltungsgerichtsordnung (VwGO), Finanzgerichtsordnung (FGO) und Sozialgerichtsgesetz (SGG).
Dem GVG kommt insofern besondere Bedeutung zu, als das BVerfGG und die genannten Verfahrensgesetze der anderen Gerichtsbarkeiten einzelne Vorschriften im GVG ausdrücklich für entsprechend anwendbar erklären. Darüber hinaus sind nach der VwGO, der FGO und dem SGG dann, wenn in diesen Gesetzen nichts anderes bestimmt ist, unter Umständen auch sonstige Vorschriften des GVG entsprechend anzuwenden.

## Einzelregelungen
Im GVG finden sich unter anderem Regelungen über
- den mehrstufigen Aufbau der ordentlichen Gerichtsbarkeit,
- die Zuständigkeit der Gerichte in Zivilsachen und in Strafsachen in erster Instanz und im Rechtsmittelzug,
- die Zuständigkeit und Besetzung der einzelnen Spruchkörper,
- die Staatsanwaltschaft bei den einzelnen Gerichten,
- die Geschäftsstellen,
- die Gerichtsvollzieher und
- der Rechtsschutz bei überlangen Gerichts- und strafrechtlichen Ermittlungsverfahren.

Regelungen des GVG, die kraft ausdrücklicher Verweisung auch in den anderen Gerichtsbarkeiten anzuwenden sind, sind unter anderem
- Bestimmungen über die Zulässigkeit des Rechtswegs zu den einzelnen Gerichtsbarkeiten, über die Verweisung an das zuständige Gericht eines anderen Rechtswegs und über die Bindung diesbezüglicher Entscheidungen für andere Gerichte,
- allgemeine Vorschriften über das Präsidium des Gerichts und die Geschäftsverteilung und
- Regelungen über die Öffentlichkeit der Verhandlungen, über Ordnungsmittel und Sitzungspolizei und über die Gerichtssprache.

### Ergänzende Regelungen
Das GVG regelt auch für die ordentlichen Gerichte das Gerichtsverfassungsrecht nicht vollständig. Weitere Regelungen finden sich unter anderem im Deutschen Richtergesetz (DRiG), im Rechtspflegergesetz (RPflG) und im Gesetz über das Verfahren in Familiensachen und in den Angelegenheiten der freiwilligen Gerichtsbarkeit (FamFG).

### Übergangsregelungen und andere Bestimmungen
Zur Ergänzung des Gerichtsverfassungsgesetzes hatte der historische Gesetzgeber im selben Jahr das Einführungsgesetz zum Gerichtsverfassungsgesetz (EGGVG) erlassen. Hier sind das Inkrafttreten sowie Übergangsregelungen aufgenommen. Daneben bestehen hier ergänzende Vorschriften wie die Behandlung von Justizverwaltungsakten und die Insolvenzstatistik.